# Cimetière israélite d'Herrlisheim-près-Colmar
Le cimetière israélite d'Herrlisheim-près-Colmar est un monument historique situé à Herrlisheim-près-Colmar, dans le département français du Haut-Rhin.

## Localisation
Ces constructions sont situées elsbourg à Herrlisheim-près-Colmar.

## Historique

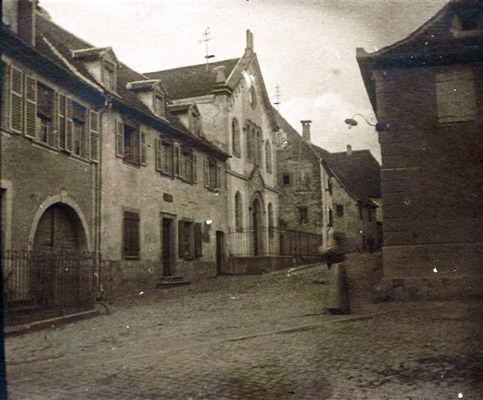
Ancienne synagogue de Hattstatt.

Au début du Moyen Âge, le village de Hattstatt comporte une importante communauté juive qui est pourchassée impitoyablement en raison de rumeurs faussement colportées. Les juifs sont accusés d'avoir empoisonné les cours d'eau et sont soumis à des tortures dans le but de leur faire avouer leurs forfaits. Ils sont brûlés dans un lieu connu sous le nom de Judenbrand, un lieu-dit qui se trouve à Herrlisheim-près-Colmar. 
En 1375, quelques familles juives font à nouveau une apparition dans le village ; elles sont au nombre de 43 lors du dénombrement des juifs de 1784, avec 229 individus, mais quittent peu à peu le village, surtout après l'annexion de l'Alsace par l'Allemagne en 1871. 
Au début du siècle, la communauté était assez importante pour avoir son école particulière. La synagogue fut détruite par le seul obus allemand tombé à  l'intérieur du village, le 17 juin 1940. Elles ont complètement disparu vers 1950.
Le Cimetière israélite d'Herrlisheim-près-Colmar a été aménagé en 1794 ou 1804 selon les sources. Profané le 30 avril 2004, il a été inscrit sur l'inventaire supplémentaire des monuments historiques, par arrêté du 07 septembre 2004.

## Architecture
Le cimetière contient environ huit cent tombes. Les plus anciennes,  de 1774 à 1804, ont été détruites par une inondation, en avril 1984, occasionnée par la rupture d’une canalisation de la station de pompage installée sur la colline Elsbourg.
Grâce à un bénévole, Roger Harmon, américain non juif  résidant en Suisse, pratiquant la religion juive comme un Hassid, un inventaire de toutes les tombes avec photo individuelle a été établi en 2017.